# Minha Amiga
Minha Amiga é um futuro filme brasileiro de comédia dirigido por Susana Garcia e escrito com Andrea Batitucci, Ingrid Guimarães, Luisa Capri, Mônica Martelli, Patrícia Leme e Tati Bernardi. O longa estrelado por Ingrid Guimarães e Mônica Martelli tem previsão de estreia para 2026 nos cinemas.

## Sinopse
Júlia e Clara são melhores amigas que enfrentam juntas as alegrias e os desafios da vida após os 50 anos. Quando suas filhas adolescentes, Manu e Isadora viajam para um intercâmbio de alguns meses em Portugal, as duas precisam enfrentar a saudade e o vazio deixado pelas meninas. A dupla, então, decide sacudir a rotina e embarcar para a Europa, idealizando as férias perfeitas de mães e filhas. Mas, ao chegarem em terras lusitanas, vão precisar recalcular a rota em meio aos perrengues da viagem.

## Elenco
- Mônica Martelli como Júlia
- Ingrid Guimarães como Clara
- Giulia Benite como Manu

## Produção
O filme é uma produção da Paris Entretenimento

## Lançamento
Com diatribuição da Paris Filmes, o longa está previsto para estreiar em 1 de janeiro de 2026.